# La Chapelle-Thémer
La Chapelle-Thémer – miejscowość i gmina we Francji, w regionie Kraj Loary, w departamencie Wandea.
Według danych na rok 1990 gminę zamieszkiwało 366 osób, a gęstość zaludnienia wynosiła 24 osób/km² (wśród 1504 gmin Kraju Loary La Chapelle-Thémer plasuje się na 934. miejscu pod względem liczby ludności, natomiast pod względem powierzchni na miejscu 765.).